# Юніс Барбер
Юніс Клаудія Барбер (англ. Eunice Claudia Barber; нар. 17 листопада 1974) — французька (із 1999) легкоатлетка походженням із Сьєрра-Леоне, яка спеціалізувалася на багатоборстві та стрибках у довжину.

## Спортивні досягнення
Учасниця трьох олімпійських змагань з семиборства — 5-е місце у 1996, 26-е місце у 1992 та достроково зійшла зі змагань у 2000 через травму. Учасниця трьох олімпійських змагань зі стрибків у довжину (1992, 1996, 2004), в жодному з яких не вдавалось подолати кваліфікаційний раунд. Учасниця олімпійських змагань з бігу на 100 метрів з бар'єрами (1992), на яких не пройшла далі першого кола змагань.
Чемпіонка світу з семиборства (1999) та стрибків у довжину (2003). Срібна призерка чемпіонатів світу з семиборства (2003, 2005) та стрибків у довжину (2005). Фінішувала 4-ю у змаганнях з семиборства на чемпіонаті світу в Гетеборзі (1995).
Фінішувала 6-ю у п'ятиборстві чемпіонаті світу в приміщенні (1997).
Фінішувала 14-ю у семиборстві на чемпіонаті світу серед юніорів (1992).
Чемпіонка Африканських ігор зі стрибків у довжину (1995).
Переможниця Кубків Європи зі стрибків у довжину (2003, 2007). Фінішувала 2-ю у стрибках у довжину на трьох інших Кубках Європи (1999, 2001, 2006).
Переможниця Кубку Європи з семиборства в особистому заліку (1999). Срібна призерка Кубку Європи з семиборства в командному заліку (1999).
Чемпіонка Франції зі стрибків у довжину (1996, 1998, 1999, 2007) та стрибків у висоту (2006).
Чемпіонка Франції в приміщенні зі стрибків у довжину (1997, 1998, 1999).
Рекордсменка Африки в приміщенні з п'ятиборства — 4558 очок (1997).